# Rock & Pop (revista)
Rock & Pop fue una revista de contenido juvenil de mediados de los años '90, con circulación nacional desde junio de 1994 hasta diciembre de 1998, con un total de 55 ejemplares.
Los temas que se trataban en esta revista era de contenidos dirigido a los jóvenes de esa época: música, tendencias, moda, tecnología, entre otros, siguiendo el estilo de la radio y del canal de televisión homónimos. Para 1994 la revista llegó a tener 15.000 subscriptores.
En 2022 y en conmemoración de los 30 años de Radio Rock & Pop, la radio publica todas las ediciones en su sitio web.

## Personas claves
La propietaria de la revista Rock & Pop era la Compañía Chilena de Comunicaciones S.A., que en marzo de 1997 cambia a Sociedad Rock & Pop S.A. y posteriormente con la venta de Radio Rock & Pop a Ibero American Radio Chile en junio de 1998, desde la edición de septiembre de ese año, cambia a la sociedad Compañía de Radios S.A.
Sus directores fueron: Iván Valenzuela Urra (1994-1996) y Pablo Márquez F. (1996-1998). Sus editores generales fueron: Sergio Missana (1994-1995) y Sergio Fortuño Lavín (1995-1998). Y la dirección de arte estaba a cargo de Andrés Yankovic y el director creativo era Marco Silva.

## Equipo
Las personas que trabajaban en la radio y/o el Canal 2 de televisión, también participaban en la revista como: Rolando Ramos, Felipe del Solar, Claudia Heiss, Pablo Marín, Sergio Paz, Fernando Cardoch, Gabriel Polgati, Marcelo Aldunate, Alberto Fuguet, Leslie Ames, Rubén Cartagena, Sergio Fortuño, Rafael Gumucio, Juan Andrés Salfate, Bárbara Vicuña, Paula Molina, Alejandro Alaluf, Lucy Willson, Álvaro Díaz, Rodrigo "Pera" Cuadra, Jorge Leiva, Ana María Hurtado, Benito Escobar, Mauricio Soto, Lucía López, Camilo Ortiz, entre otros.

## El final
La revista Rock & Pop fue sacada de circulación en diciembre de 1998, debido a los diferentes problemas económicos que atravesaba la Sociedad Rock & Pop, que agrupaba la radio y el Canal 2 de televisión abierta. Esto llevó también que Canal 2 despidiera a 60 trabajadores el 14 de octubre de 1998 y terminando con sus transmisiones el 1 de diciembre de 1999 y la radio Rock & Pop vendida a Iberoamericana Radio Chile en junio de 1998.

## Secciones
- Muy Buenas Noches, por Rafael Gumucio
- Nación Alien, por Alberto Fuguet
- ¿Dime lo que escuchas?
- ¿El futuro de Chile, dónde está?

También secciones como críticas de discos, cine y videos, así como también rankings.

## Listado de publicaciones
| Número | Año  | Mes        | Fotoportada                                                                                      | Título principal                                                                                   |
| ------ | ---- | ---------- | ------------------------------------------------------------------------------------------------ | -------------------------------------------------------------------------------------------------- |
| 1      | 1994 | Junio      | Kurt Cobain                                                                                      | Kurt Cobain. El dolor después del amor                                                             |
| 2      | 1994 | Julio      | Madonna                                                                                          | Dios salve a Madonna                                                                               |
| 3      | 1994 | Agosto     | Eddie Vedder                                                                                     | Eddie Vedder. Muevan las industrias                                                                |
| 4      | 1994 | Septiembre | Mick Jagger                                                                                      | Estuvimos en el inicio de la gira. Rolling Stone, en la máquina del tiempo                         |
| 5      | 1994 | Octubre    | R.E.M.                                                                                           | ¿Podrá sobrevivir R.E.M. en un mundo que suena como R.E.M. ?                                       |
| 6      | 1994 | Noviembre  | Steven Tyler                                                                                     | Vida después de la vida Aerosmith                                                                  |
| 7      | 1994 | Diciembre  | The Beatles                                                                                      | La historia sin fin, el regreso de los Beatles                                                     |
| 8      | 1995 | Enero      | La Ley                                                                                           | El Peso de La Ley                                                                                  |
| 9      | 1995 | Febrero    | Christina Rosenvinge                                                                             | Christina. La ambición rubia                                                                       |
| 10     | 1995 | Marzo      | Los Tres                                                                                         | La nueva ola de Los Tres                                                                           |
| 11     | 1995 | Abril      | Beastie Boys                                                                                     | Beastie Boys. Los blancos pueden saltar                                                            |
| 12     | 1995 | Mayo       | Varios                                                                                           | Rock Chileno, ¿aunque lo busquen con vela?                                                         |
| 13     | 1995 | Junio      | Andrés Calamaro                                                                                  | El ataque inminente de Andrés Calamaro y Los Rodríguez                                             |
| 14     | 1995 | Julio      | Soda Stereo                                                                                      | Regreso con Soda Stereo                                                                            |
| 15     | 1995 | Agosto     | La Ley                                                                                           | La Ley en tránsito                                                                                 |
| 16     | 1995 | Septiembre | Pearl Jam                                                                                        | Especial Pearl Jam                                                                                 |
| 17     | 1995 | Octubre    | Red Hot Chili Peppers                                                                            | Red Hot Chili Peppers                                                                              |
| 18     | 1995 | Noviembre  | Elton John                                                                                       | Elton John. Ahora si                                                                               |
| 19     | 1995 | Diciembre  | The Beatles                                                                                      | The Beatles. Otra vez                                                                              |
| 20     | 1996 | Enero      | Jimmy Page y Robert Plant                                                                        | Led Zeppelin. Sin plomo Jimmy Page & Robert Plant                                                  |
| 21     | 1996 | Febrero    | Lucybell                                                                                         | Lucybell, en el ojo de la tormenta                                                                 |
| 22     | 1996 | Marzo      | Robert Smith                                                                                     | Entrevista a Robert Smith. The Cure                                                                |
| 23     | 1996 | Abril      | Green Day                                                                                        | Hablemos de punk. Entrevista a Green Day                                                           |
| 24     | 1996 | Mayo       | Rage Against The Machine                                                                         | Entrevista con Rage Against The Machine rock a la izquierda                                        |
| 25     | 1996 | Junio      | Metallica                                                                                        | Metallica. Veteranos a la carga                                                                    |
| 26     | 1996 | Julio      | Los Prisioneros                                                                                  | Prisioneros. Su nuevo disco. Su historia. Entrevista a Jorge González                              |
| 27     | 1996 | Agosto     | Illya Kuryaki and the Valderramas                                                                | La fiebre funk                                                                                     |
| 28     | 1996 | Septiembre | Oasis                                                                                            | Especial rock inglés                                                                               |
| 29     | 1996 | Octubre    | Alanis Morissette                                                                                | Entrevista Alanis Morissette, no odia a los hombres                                                |
| 30     | 1996 | Noviembre  | Garbage                                                                                          | Garbage. A esconderse que viene la basura                                                          |
| 31     | 1996 | Diciembre  | Los Tres                                                                                         | Los Tres, encuentros y reencuentros con la banda más importante del año                            |
| 32     | 1997 | Enero      | Marilyn Manson                                                                                   | Marilyn Manson. Juegos diabólicos                                                                  |
| 33     | 1997 | Febrero    | Billy Corgan                                                                                     | Nueva temporada de calabazas. Smashing Pumpkins                                                    |
| 34     | 1997 | Marzo      | Damon Albarn                                                                                     | Blur, denles una oportunidad                                                                       |
| 35     | 1997 | Abril      | U2                                                                                               | U2. Todos los caminos llegan a Pop                                                                 |
| 36     | 1997 | Mayo       | Nicole                                                                                           | Nicole y su nuevo disco. Pasajera en tránsito                                                      |
| 37     | 1997 | Junio      | Chancho en Piedra                                                                                | Más allá de las nubes. Chancho en Piedra                                                           |
| 38     | 1997 | Julio      | Jorge González                                                                                   | Jorge González. Tecno, cumbia… güeno pa' gozar                                                     |
| 39     | 1997 | Agosto     | Rumpy                                                                                            | En serio con el chacotero                                                                          |
| 40     | 1997 | Septiembre | Faith No More                                                                                    | Entrevista a Mike Patton Faith No More. Ya somos adultos                                           |
| 41     | 1997 | Octubre    | Jamiroquai                                                                                       | Jamiroquai                                                                                         |
| 42     | 1997 | Noviembre  | Radiohead                                                                                        | Radiohead ¿los nuevos héroes?                                                                      |
| 43     | 1997 | Diciembre  | Spice Girls                                                                                      | El mundo según Spice Girls                                                                         |
| 44     | 1998 | Enero      | 1997                                                                                             | Edición especial 1997                                                                              |
| 45     | 1998 | Febrero    | Bono                                                                                             | U2. El popmart por dentro                                                                          |
| 46     | 1998 | Marzo      | Javiera Parra y Los Imposibles                                                                   | Javiera Parra y Los Imposibles, tentando a la suerte                                               |
| 47     | 1998 | Abril      | La Ley                                                                                           | La Ley, Beto Cuevas habla sobre la apatia del medio nacional, Coti Aboitiz y pesadillas futuristas |
| 48     | 1998 | Mayo       | Dragon Ball                                                                                      | Dragon Ball. La verdadera historia del mono del momento                                            |
| 49     | 1998 | Junio      | Charly García                                                                                    | Charly, el auténtico decadente                                                                     |
| 50     | 1998 | Julio      | Beastie Boys                                                                                     | Beastie Boys, la alegría ya viene                                                                  |
| 51     | 1998 | Agosto     | Kurt Cobain                                                                                      | Conspiración asesina, ¿quien mato a Kurt Cobain?                                                   |
| 52     | 1998 | Septiembre | The Verve                                                                                        | The Verve. Salon de Emociones.                                                                     |
| 53     | 1998 | Octubre    | Marilyn Manson                                                                                   | Marilyn Manson, "el mundo me quiere destruir"                                                      |
| 54     | 1998 | Noviembre  | Alanis Morissette                                                                                | Alanis Morissette, adiós a las armas                                                               |
| 55     | 1998 | Diciembre  | Varios (Quique Neira, Álvaro Henriquez, Anton Reisenegger, Javiera Parra, Edi Pistolas y Nicole) | Es el fin de un ciclo (y nos sentimos bien)                                                        |